# Посикунчики
Посику́нчики або посіку́нчики (рос. посикунчики, посекунчики) — пермська страва, невеликі смажені на олії пиріжки з м'ясною начинкою; подібні до чебуреків, але розміром з вареники. В Україні відомі також як чебупе́лі (поєднання слів чебурек і пельмені).

## Назва
Існує дві версії походження назви «посикунчики»/«посікунчики»:
- Назва походить від того, що м'ясо для начинки січене (фарш);
- Назва походить від того, що начинка січна (соковита), і пиріжки сикають соком.

Назва не згадується в історичних джерелах і кулінарних книжках до 1990-х років і, ймовірно, виникла в другій половині XX сторіччя. Сама страва, імовірно, виникла в XVII—XVIII століттях під впливом татарської кухні.

## Напівфабрикат
Посикунчики продаються у крамницях як напівфабрикат. В Україні представлені брендом «Чевупєлі».